# Цуміно
Цуміно (пол. Cumino) — село в Польщі, у гміні Дзежонжня Плонського повіту Мазовецького воєводства.
Населення — 108 осіб (2011).
У 1975-1998 роках село належало до Цехановського воєводства.

## Демографія
Демографічна структура станом на 31 березня 2011 року:
|          | Загалом | Допрацездатний вік | Працездатний вік | Постпрацездатний вік |
| -------- | ------- | ------------------ | ---------------- | -------------------- |
| Чоловіки | 55      | 19                 | 25               | 11                   |
| Жінки    | 53      | 13                 | 26               | 14                   |
| Разом    | 108     | 32                 | 51               | 25                   |